# L'amore paterno o sia La serva riconoscente
L'amore paterno o sia La serva riconoscente è un'opera teatrale in un atto in prosa di Carlo Goldoni scritta nel 1762 e messa in scena per la prima volta agli inizi di febbraio del 1763 a Parigi, dove fu replicata per cinque sere con successo, anche grazie alla particolare bravura degli attori. La commedia è alquanto corta, così come richiesto dal pubblico parigino dell'epoca. Precisa infatti l'autore nella prefazione per l'edizione a stampa: La Commedia è brevissima, pure è Commedia intera, ed ho più faticato per farla breve di quello avrei fatto allungandola: fatica assai dilettevole. Così piacciono le Commedie a Parigi. Una sola non empie mai lo spettacolo; se ne danno due o tre per sera. Piace la varietà; e la novità, quand'è aggradita, prevale.
L’amore paterno o sia La serva riconoscente è catalogabile tra le commedie virtuose.

## Trama
Parigi, casa di Camilla. Pantalone, trasferitosi con le due figlie Clarice e Angelica nella capitale francese, è costretto a vivere in povertà, non potendo usufruire dell’eredità lasciatagli dal fratello da poco morto. La soluzione di un matrimonio economicamente vantaggioso per le figlie viene ritenuta sconveniente dall'onesto padre, ma le giuste nozze di Clarice e Angelica con Celio e Silvio alla fine faranno volgere le cose al meglio.

## Poetica
La commedia, realizzata nel 1762 dopo il trasferimento del commediografo veneziano a Parigi, è anche un'allegoria dei generi teatrali, con chiari riferimenti autobiografici: il viaggio di Goldoni viene raccontato attraverso quello di Pantalone che si trasferisce in Francia per raggiungere il fratello Stefanelo, del quale apprende però la morte sulla strada per Parigi, a Lione, esattamente come avvenne allo stesso Goldoni. In questo lavoro si nota ancora l'incertezza tra teatro delle maschere e il desiderio di cimentarsi in commedie del tipo di quelle che aveva imposto a Venezia.